# 鈴木忍
鈴木 忍（すずき しのぶ、1949年- ）は、日本の経営学者、亜細亜大学短期大学部教授。

## 来歴
1974年駒澤大学大学院商学研究科修士課程修了。1979年同大学院博士課程単位取得満期退学。
のち亜細亜大学短期大学部経営科教授に就任
。
著書に『実践経営学辞典』『経営基本管理と診断』『経営学総論』『現代技術革新と人間問題』など。

## 著書
- 「国立国会図書館サーチ」を参照
- 「CiNii>鈴木忍」を参照